# Estadi Ciutat de València
Estadi Ciutat de València er et stadion beliggende i den spanske by Valencia. Navnet er på dansk Byen Valencia Stadion og er navngivet på regionaldialekten. Stadionet har plads til 25.354 tilskuere og huser til dagligt fodboldklubben Levante UD.